# Hrabiše II. Hrabišic
Hrabiše II. Hrabišic († po 1185/1197) byl český šlechtic z rodu Hrabišiců.

## Život
Podle Josefa Žemličky mohl být synem Hrabiše I. Hrabišice, což však Tomáš Velímský považuje za nepravděpodobné. Velímský se naopak domnívá, že Hrabiše II. mohl být synem Kojaty II. Hrabišice, Gerarda Hrabišice, Všebora III. de Vinarec nebo jiného neznámého příslušníka rodu Hrabišiců. V pramenech se Hrabiše poprvé objevil v roce 1180, kdy na dvoře českého knížete Bedřicha působil jako nejvyšší komorník. To dokazuje, že Hrabiš se mohl opírat o blíže nespecifikovatelnou pozemkovou základnu. Znovu se Hrabiše připomíná v roce 1183, kdy ho za jeho věrné služby kníže Bedřich odměnil vesnicí Malmirostrov, kterou Hrabiše následně daroval řádu johanitů. (Snad se jednalo o ves Malměř, jež johanitům poté skutečně patřila, snad o vesnici Malměřice, která se nacházela v oblasti pozdějších hrabišických držav.) Nejpozději téhož roku Hrabiše na postu komorníka vystřídal Hroznata z Peruce, což mohlo souviset s vyhnáním knížete Bedřicha ze země a nástupem Konráda Oty Znojemského na český knížecí stolec.
Hrabiše II. mohl být totožný se svým hypotetickým synem Hrabišem III., který v roce 1288 rovněž vystupuje jako nejvyšší komorník a opět se připomíná roku 1297. Pokud by s tímto Hrabišem III. byl Hrabiš II. identický, byl by otcem Hrabiše IV., Všebora IV. a Kojaty IV. Hrabišice. Hrabiše II. mohl být otcem také Slavka I. Hrabišice a Boreše I. Hrabišice. Jestliže by byl ale totožný s Hrabišem III., byl by jejich bratr. Hrabiše II. nebo jeho hypotetický stejnojmenný syn patrně založil zderazský klášter křižovníků strážců Božího hrobu v Praze.